# Alexander Nilsson (politiker)
Alexander Nilsson (i riksdagen kallad Nilsson i Fredriksfält), född 12 december 1876 i Västra Karaby församling, Malmöhus län, död 30 juni 1941 i Stoby församling, Kristianstads län, var en svensk lantbrukare och riksdagspolitiker.
I riksdagen var Nilsson ledamot av första kammaren från 1924, invald i Blekinge läns och Kristianstads läns valkrets. Partipolitiskt tillhörde han Bondeförbundet. Han skrev två egna motioner i riksdagen om återinförande av fullgjord skattebetalning såsom villkor för politisk och kommunal rösträtt (1926).